# Ulica Nadwiślańska w Krakowie
Ulica Nadwiślańska – ulica w Krakowie, w dzielnicy XIII Podgórze, w Podgórzu.
Łączy ulicę Kazimierza Brodzińskiego i kładkę Ojca Bernatka z ulicą Solną. Jest jednojezdniowa.

## Historia
Ulica w obecnym kształcie została wytyczona w latach trzydziestych XIX wieku i wtedy też otrzymała obecną nazwę. Na początku XX wieku zachodni fragment ulicy został wyburzony na rzecz wybudowania bulwaru Podolskiego, będącego częścią zabytkowych bulwarów wiślanych.
W 1924 roku wzniesiono kamienicę znajdującą się przy ul. Nadwiślańskiej 1, wybudowanej według projektu Henryka Lamensdorfa, która stanowi obecnie dominantę ulicy. Przy wschodnim odcinku ulicy znajduje się elektrownia miejska, pochodząca z roku 1899. Zabudowa po południowej stronie ulicy pochodzi z lat 1941–1943. Podczas II wojny światowej fragment ulicy (od Na Zjeździe do ulicy Plac Solny) znalazł się w granicach getta krakowskiego. Po wojnie pod nr 11 powstały Krakowskie Zakłady Przemysłu Odzieżowego (od 1967 Vistula). Budynki fabryki wyburzono w 2009 roku, a na ich miejscu zbudowano bloki firmy Atal.  W 2014 roku oddano budynek Ośrodek Dokumentacji Sztuki Tadeusza Kantora CRICOTEKA, którego projekt wykorzystał budynek dawnej elektrowni miejskiej.
W 2018 roku przy ulicy odsłonięto pomnik Juliusza Lea.

## Zabudowa
- ul. Nadwiślańska 1 (ul. Piwna) – kamienica. Projektował Henryk Lamensdorf, 1924.
- ul. Nadwiślańska 4 – zespół elektrowni miejskiej, XX wiek[a].
- ul. Nadwiślańska 15 (ul. Krakusa 30) – dom. Projektował Stanisław Serkowski, 1869–1871.
- ul. Nadwiślańska 21 (ul. Solna 6) – kamienica. Projektował Ludwik Struzik, 1912–1913.

Opracowano na podstawie źródła: Gminnej ewidencji zabytków – Kraków.

## Galeria

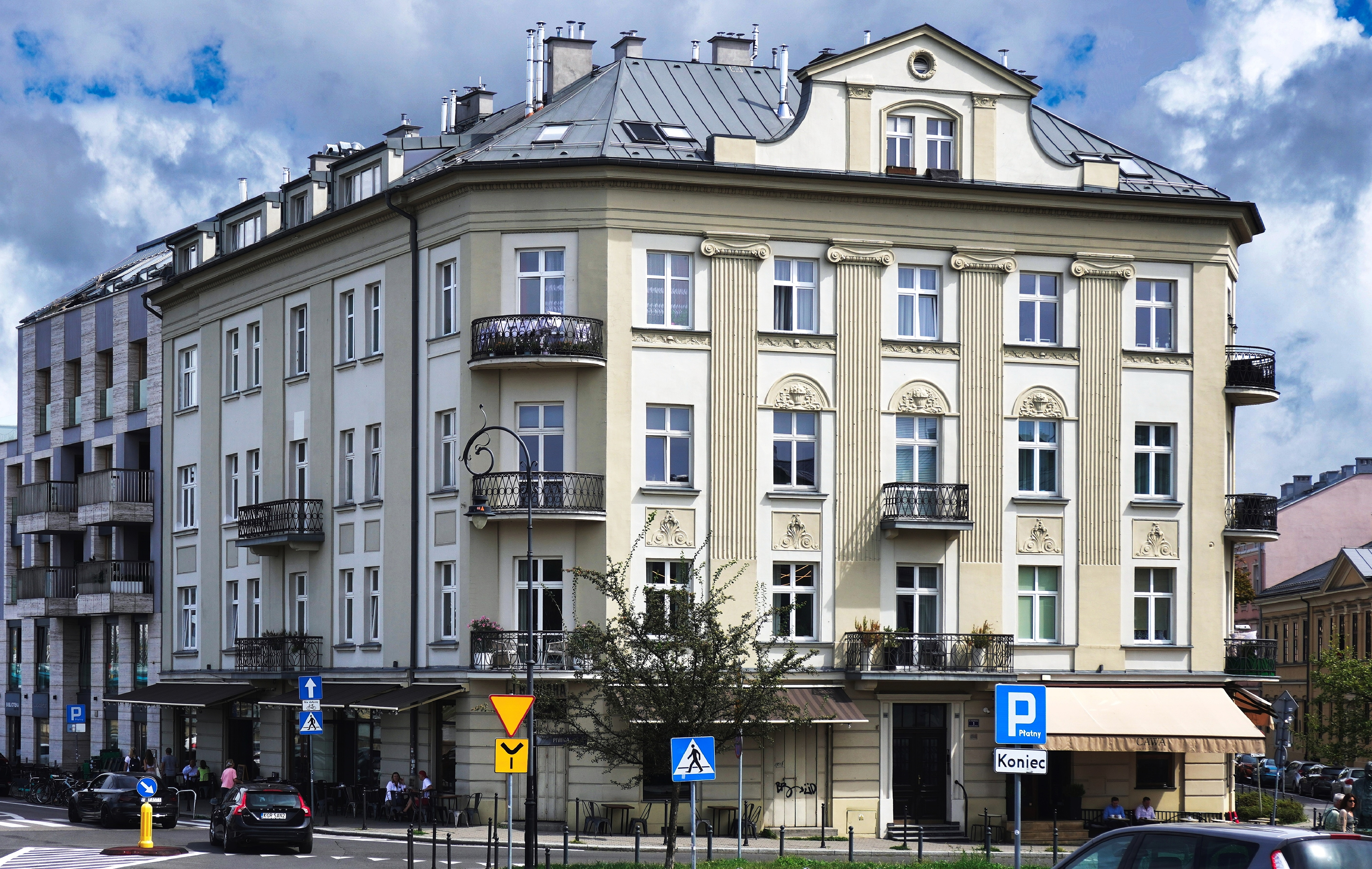
ul. Nadwiślańska 1 Kamienica (proj. Henryk Lamensdorf, 1924)